# جون فرانكلين
جون فرانكلين (بالإنجليزية: John Franklin)‏ كان ضابط البحرية الملكية البريطانية ومستكشف القطب الشمالي - الاميرال السير جون فرانكلين (11 يونيو 1847 16 أبريل 1786). فرانكلين شغل أيضا منصب محافظ ولاية تسمانيا لعدة سنوات. اختفى في رحلته الأخيرة، في محاولة للرسم والإبحار حول قسم من الممر الشمالي الغربي في القطب الشمالي الكندي. تم التخلي عن السفن المحصورة بالجليد، والطاقم بكامله هلك من وطأة الجوع وانخفاض حرارة الجسم، والتسمم بالرصاص، والسل، وداء الاسقربوط.

## سيرته الذاتية

### النشأة
ولد فرانكلين في سبيلسبي، لنكولنشاير، في 16 أبريل 1786، وهو التاسع من بين اثني عشر طفلًا ولدوا لهانا ويكيز وويلينجهام فرانكلين. كان والده تاجرًا ينحدر من سلالة ريفية بينما كانت والدته ابنة مزارع. دخل أحد إخوته فيما بعد مهنة المحاماة وأصبح قاضيًا في تشيناي، انضم آخر إلى شركة الهند الشرقية، بينما كانت الأخت، سارة، والدة إميلي تينيسون وزوجة ألفريد، اللورد تينيسون. لا بد أن جون فرانكلين رغب في تحسين وضعه الاجتماعي والاقتصادي، بالنظر إلى أن إخوته الأكبر سناً كافحوا، تارةً بنجاح وتارةً لا، لتأسيس أنفسهم في مجموعة متنوعة من الوظائف.
درس في مدرسة الملك إدوارد السادس للقواعد في لاوث، وسرعان ما أصبح راغبًا بالعمل في البحر. كان والده، الذي كان ينوي أن يدخل فرانكلين إلى الكنيسة أو أن يصبح رجل أعمال، معارضًا في البداية ولكنه اقتنع على مضض بالسماح له بالذهاب في رحلة تجريبية على متن سفينة تجارية عندما كان يبلغ من العمر 12 عامًا. أكدت تجربته في الملاحة البحرية اهتمامه بالعمل في البحر، لذلك في مارس عام 1800، أمّن له والده موعدًا في البحرية الملكية البريطانية على متن سفينة إتش إم إس بوليفيموس.
بقيادة القبطان لوفورد، حملت سفينة البوليفيموس 64 بندقية وفي وقت تعيين فرانكلين، كان ما يزال في البحر. لم ينضم إلى السفينة حتى خريف عام 1800. في البداية خدم كمتطوع من الدرجة الأولى، سرعان ما رأى فرانكلين اندلاعًا في معركة كوبنهاغن التي شاركت فيها بوليفيموس كجزء من أسطول هوراشيو نيلسون. تبع ذلك رحلة استكشافية إلى ساحل أستراليا على متن سفينة إتش إم إس إنفستيغاتور، بقيادة القبطان ماثيو فليندرز بعدما أصبح فرانكلين ضابط صف بحري. رافق القبطان ناثانيال دانس في إيرل كامدن، مخيفًا الأدميرال تشارلز دي دوراند لينوي في معركة بولو أورا في بحر الصين الجنوبي في 14 فبراير عام 1804. كان حاضرًا في معركة طرف الغاز في عام 1805 على متن سفينة إتش إم إس بيليروفون. في أثناء حرب عام 1812 ضد الولايات المتحدة، خدم فرانكلين، الذي أصبح ملازمًا، على متن سفينة إتش إم إس بيدفورد وأصيب في معركة بحيرة بورجني في ديسمبر 1814، قبل انتصار الولايات المتحدة الحاسم في معركة نيو أورليانز بشهر واحد.
قاد فرانكلين إتش إم إس ترينت في عام 1818 في رحلة من لندن إلى سبيتسبرغن، سفالبارد حاليًا. قاد القبطان ديفيد بوشان الرحلة الاستكشافية بأكملها على متن سفينة إتش إم إس دوروثيا.

### 1819: بعثة كوبرماين
في عام 1819، اختير فرانكلين لقيادة رحلة كوبرماين البرية من خليج هدسون لرسم الساحل الشمالي لكندا شرقًا من مصب نهر كوبرماين. في بعثته الاستكشافية عام 1819، سقط فرانكلين في نهر هايس في روبنسون فولز وأنقذه أحد أفراد بعثته على بعد نحو 90 مترًا (98 ياردة) من المصب.
بين عامي 1819 و1822، فقد 11 من بين 20 رجلًا من مجموعته. مات معظمهم من الجوع، لكن كانت هناك أيضًا جريمة قتل واحدة على الاقل وتوقعات بأكل المثيل. اضطر الناجون إلى أكل الأشنيات، حتى أنهم حاولوا أكل الأحذية الجلدية الخاصة بهم. أكسب هذا فرانكلين لقب «الرجل الذي أكل حذائه».

## روابط خارجية
- جون فرانكلين على موقع الموسوعة البريطانية (الإنجليزية)